# 国府弘子
国府 弘子（こくぶ ひろこ、1959年8月26日 - ）は、日本のジャズ・ピアニスト、作曲家、編曲家。
川崎市文化大使、埼玉入間市文化創造施設のアドバイザー、平成音楽大学、尚美学園大学客員教授、CNNj放送番組審議会委員。
ジャズをメインとしているが、ジャンルにとらわれず、クラシック音楽やラテン音楽、ブラジル音楽、ブルース等も積極的に取り入れている。
夫はキーボーディストの大坪稔明。

## 経歴
国立音楽大学ピアノ科在学中にジャズに目覚め卒業後単身渡米。ジャズ界の重鎮バリー・ハリスに師事。帰国後1987年にJVCと契約、デビュー・アルバム『More Than You Know』を発表、メジャー・デビュー、2017年現在23枚のアルバムを国内外で発表。ソロピアノでのコンサート、「国府弘子スペシャルトリオ」、またオーケストラとの競演など幅広い活動を展開する。
1993年には天野清継と、両者の頭文字をとった「天国プロジェクト」を作り、『Heaven』と『Heaven and beyond』を発表した。天野とは彼のデビュー作、『AZURE』にも参加しており、以来の仲である。
2015年に音色の贅を極めたピアノ・ソロ・アルバム「ピアノ一丁!」、2016年夏、岩崎宏美の歌唱にピアノだけで寄り添ったデュオ・アルバム「ピアノ・ソングス」を発表。
NHK-FM「ジャズ・トゥナイト」にラジオパーソナリティとして隔週で出演していた。
山野 ビッグ・バンド・ジャズ・コンテストでは1992年から長年に渡って司会進行を担当し、主催の山野楽器も認める「看板娘」として同大会の顔になっている。

## プロフィール
出生地：東京都渋谷区。神奈川県立多摩高等学校、国立音楽大学器楽学科ピアノ科卒業、横浜銀行頭取の川村健一は高校の同級生。血液型：B型。星座：乙女座。身長：163cm。趣味：温泉、マッサージ、料理等。資格：普通免許、高校教員免許。

## ディスコグラフィ

### アルバム
- More Than You Know 1987年10月21日
- グローブ・トロッティング 1988年11月21日
- ポイント・オブ・ノー・リターン 1990年1月21日
- ライト・アンド・カラー 1991年5月21日
- ピュア・ハート 1992年8月26日（XRCD盤有）
- ヘヴン （with 天野清継） 1993年9月22日
- ヘヴン・アンド・ビヨンド（with 天野清継）1995年9月21日
- ブリッジ 1997年5月21日
- ダイアリー 1998年10月7日
- ピアノ・レター 1999年11月20日
- ピアノ・タペストリー 2001年5月23日
- ウェルカム・ホーム ベスト&モア 2002年6月21日
- ピアノ・アニヴァーサリー 2002年8月26日
- ピアノ・ヴォイセス 2003年9月21日
- ニューヨーク・アンカヴァード 2004年10月21日（XRCD盤有）
- オラ! 2007年10月11日
- ピアノ一丁! 2015年1月21日
- ピアノ・ソングス 2016年8月24日（TECI-1513）岩崎宏美&国府弘子
- ピアノ・パーティ 2020年2月19日（VICJ-61783）

### コンピレーション・アルバム
- ウェルカム・ホーム ベスト&モア 2002年6月21日
- ウィンター・セレクション 2005年11月30日
- サマー・セレクション 2006年7月26日
- オータム・セレクション 2007年10月11日
- スプリング・セレクション 2008年3月5日

他多数

### 海外盤
- MOMENTS 1996年1月（アメリカ盤 ベスト・アルバム）
- Bridge 1997年8月19日（XRCD盤有）

### シングル
- 世界はメロディー/忘れないよ 1999年10月6日
- Flowers 〜愛が呼びあうとき〜 2000年7月2日
- アズーロ・ファンタジア 2000年3月23日

### DVD
- “Uncovered”コンサート at 東京・青山円形劇場 2005年11月30日
- 岩崎宏美with国府弘子 Piano Songs Special  2017年1月18日

## 著書
- 国府弘子『ピアノ一丁!』YMM（原著1995年10月1日）。ISBN 978-4636207422。 エッセイ
- 国府弘子 著、谷川賢作 編『ピアノへ ― 10人のピアニストたちが語る20世紀のピアノの名盤そして私がピアニストになるまで』ブロンズ新社（原著2001年2月1日）。ISBN 978-4893092175。

## 出演

### ラジオ
- ジャズ・トゥナイト（NHK-FM） - 土曜日23:00-25:00（出演終了）
- NHK渋谷スタンダード倶楽部（NHK第1放送） - 2016年冬より季節ごとにオンエア。
- セッション2022（NHK-FM、NHK第1放送[2]）- 2022年1月1日放送された新春スペシャルから案内役を担当。

### テレビ
- 趣味悠々 国府弘子の今日からあなたもジャズピアニスト（NHK教育テレビ、水曜日午後22:00-22:25）2008年放送
- みゅーじん（テレビ東京）2008年04月27日